# York Noble Industries

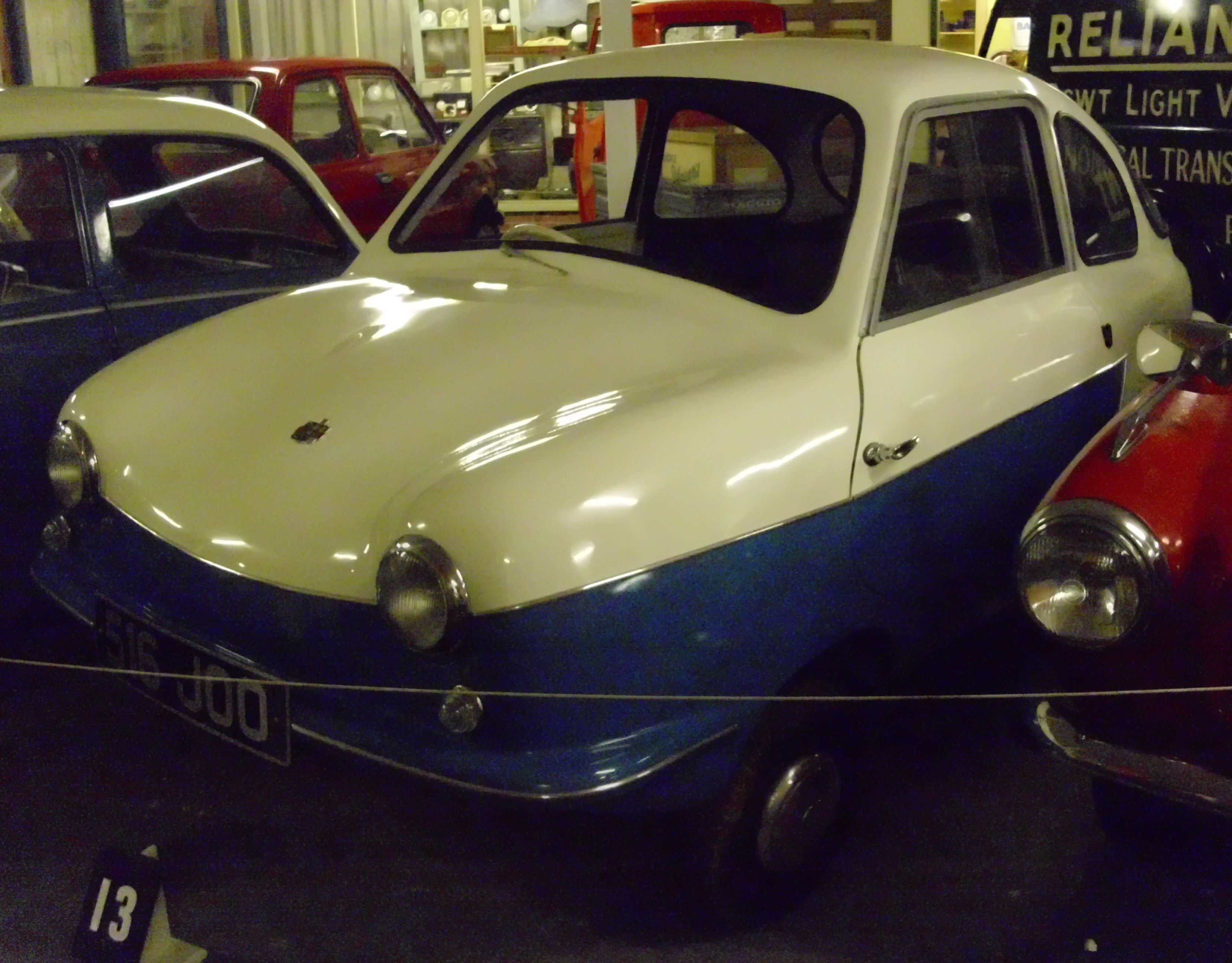
Nobel 200

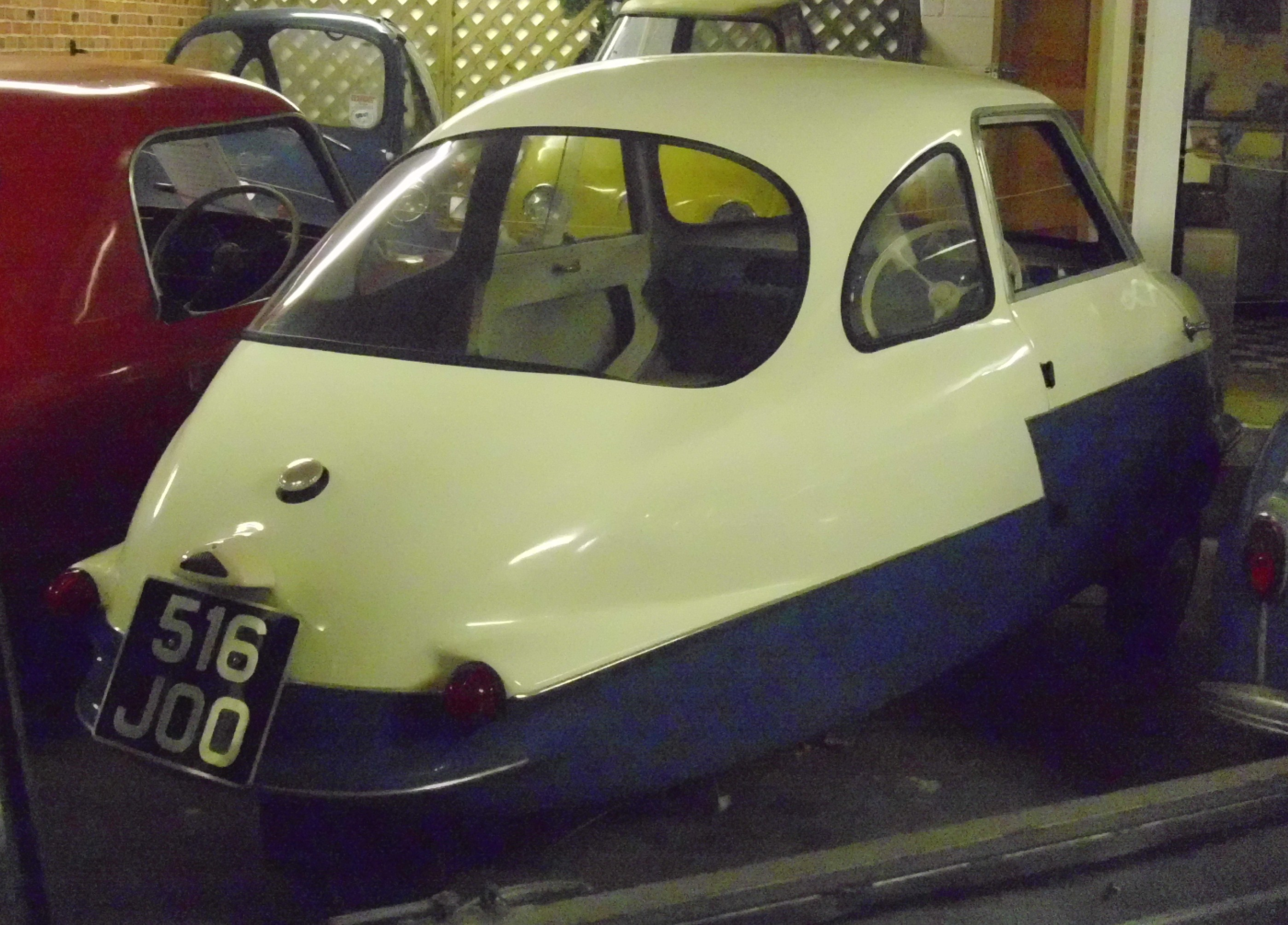
Heckansicht

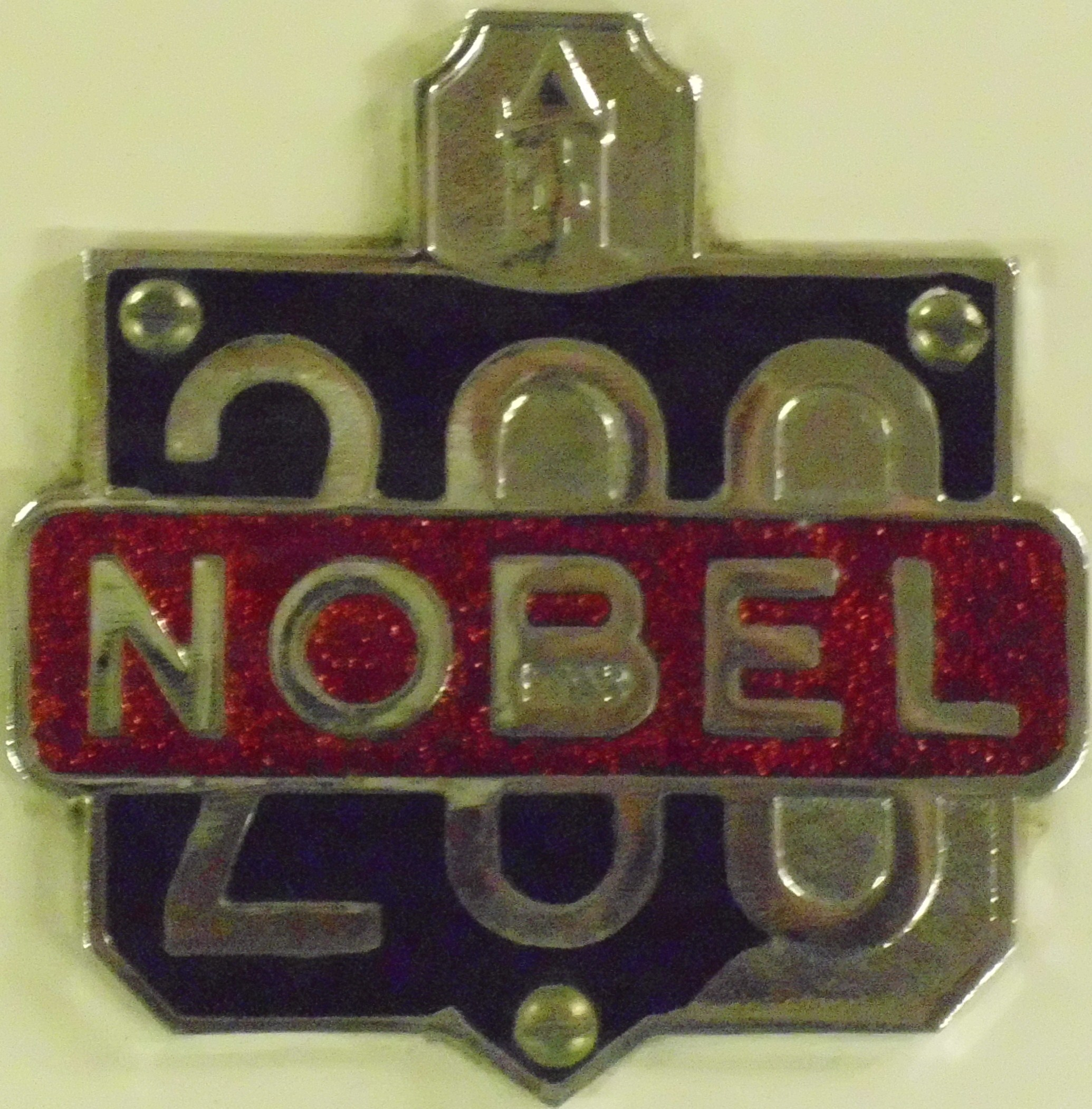
Emblem

York Noble Industries Limited war ein britischer Hersteller von Automobilen.

## Unternehmensgeschichte
Cyril Lord leitete das Unternehmen aus London. Zunächst importierte er den Heinkel Kabinenroller. 1958 erhielt er eine Lizenz des Fuldamobils. Die Produktion von Automobilen begann sowohl in seinem Werk in Bristol als auch bei Short Brothers & Harland Limited in Newtownards (Nordirland). Der Markenname lautete Nobel. Die Fahrzeuge wurden sowohl komplett als auch als Kit angeboten.   Geplant war ein Produktionsumfang von 400 Fahrzeugen pro Woche. 1961 kam es zur Fusion mit Lea-Francis. 1962 endete die Produktion. Insgesamt entstanden etwa 1000 Fahrzeuge.
Es bestand eine Verbindung zum Unternehmen Autos Nobel Sud Americana aus Chile, das ähnliche Fahrzeuge herstellte und als Nobel Chile vermarktete.

## Fahrzeuge
Das Hauptmodell war der 200. Er entsprach weitgehend dem Fuldamobil S-7. Zur Wahl standen Dreiräder, die steuer- und zulassungstechnische Vorteile boten, und Vierräder. Ein Fahrgestell aus Stahl bildete die Basis. Darauf wurde eine geschlossene Karosserie aus Fiberglas montiert, die von der Bristol Aeroplane Company hergestellt wurde. Ein Einzylindermotor von Fichtel & Sachs mit 191 cm³ Hubraum und 10 PS Leistung war in Fahrzeugmitte montiert und trieb das Hinterrad bzw. die Hinterräder an.
Die offene Version Nobletta erschien 1960.